# Bruce Lee
Bruce Lee (kinesiska: 李振藩; pinyin: Lǐ Zhènfán), egentligen Lee Jun-fan (kinesiska: 李小龍; pinyin: Lǐ Xiǎolóng), född 27 november 1940 i Chinatown, San Francisco, Kalifornien, död 20 juli 1973 i Hongkong, var en kinesisk-amerikansk skådespelare och kampsportsexpert som lade grunden till rörelsen (livsfilosofin) Jeet Kune Do. 
Han är känd för sina roller i fem långfilmer: Big Boss (1971), Fist of Fury (1971), Way of the Dragon (1972), I drakens tecken (1973) och Game of Death (1978).

## Biografi

### Bakgrund och familj
Bruce Lee var son till Lee Hoi-chuen (李海泉) och Grace Ho (何愛瑜). Hans föräldrar fick fem barn varav Bruce var det fjärde. Han hade två äldre systrar, Phoebe Lee (李秋源) och Agnes Lee (李秋鳳), en äldre bror, Peter Lee (李忠琛), och en yngre bror, Robert Lee (李振輝). Kort efter hans födelse flyttade familjen till Hongkong.
Han återvände inte till Nordamerika förrän vid 18 års ålder på grund av rättsliga problem i hemlandet. Under färden med fartyget tjänade han lite extra pengar som Cha-cha-cha-instruktör. När Lee kom tillbaka till USA bodde han först i San Francisco men flyttade kort därefter till Seattle. Där arbetade han i en kinesisk restaurang ägd av en vän till familjen, i utbyte mot mat och bostad. Han tränade kung fu flitigt och började studera på gymnasium.
1964 gifte han sig med Linda Cadwell och de fick två barn, Brandon och Shannon Lee. Bruce Lees barnbarn Wren Keasler föddes 2003, dotter till Shannon Lee.

### Filmkarriär
Bruce var med i sin första film vid tre veckors ålder. Han spelade ett spädbarn som fördes in på scenen i filmen Golden Gate Girl. Han medverkade i flera filmer som barn. Som 18-åring hade han medverkat i inte mindre än tjugo filmer.
1966 till 1967 spelade han som Kato i den amerikanska TV-serien The Green Hornet. För att få fart på sin filmkarriär flyttade Lee till Hongkong där han blev mycket populär.

### Wing Chun och Jeet Kune Do
Bruce Lee tränade under Yip Man, en känd Wing Chun-mästare. Lee började studera Wing Chun under Yip Mans ledning i Hong Kong under tonåren. Träningen under Yip Man markerade ett betydelsefullt kapitel i Bruce Lees resa mot att bli en kampsportsikon, efter att ha bevittnat och varit med i ett slagsmål övergav han sig till USA Där han började även studera andra kampsport stilar som karate i början av 1960-talet, speciellt Shotokan-stilen under den kända instruktören Tak Kubota.  Lee var känd för sitt engagemang för att lära sig och införliva olika kampsporter i sin egen personliga filosofi, vilket så småningom ledde till utvecklingen av Jeet Kune Do. Därefter startade han en egen klubb i USA, Jun Fan Gung fu (kinesiska: 振藩功夫; pinyin: Zhènfán gōngfu), (som betyder Bruce Lees gung fu). Efter ett tag slutade Bruce att tro på att begränsa sig och att det bara finns en sanning varvid han lade grunden till rörelsen (filosofin) Jeet Kune Do (kinesiska: 截拳道; pinyin: jiéquándào), Genom att kombinera olika tekniker från olika stilar. Efter att ha studerat Wing Chun under mästaren Ip Man och träning i andra kampsporter som boxning, judo och karate, insåg Lee vikten av anpassning och effektivitet i strid. Jeet Kune Do betonar avskaffandet av överflödiga rörelser och system för att anpassa sig till varje unikt ögonblick i kampen. Lee ville skapa en personlig, praktisk och direkt metod för självförsvar. Genom att kontinuerligt utforska och utveckla sina idéer formade han Jeet Kune Do som en "konst utan konst" och en ständig utveckling inom kampsportens värld.

### Död

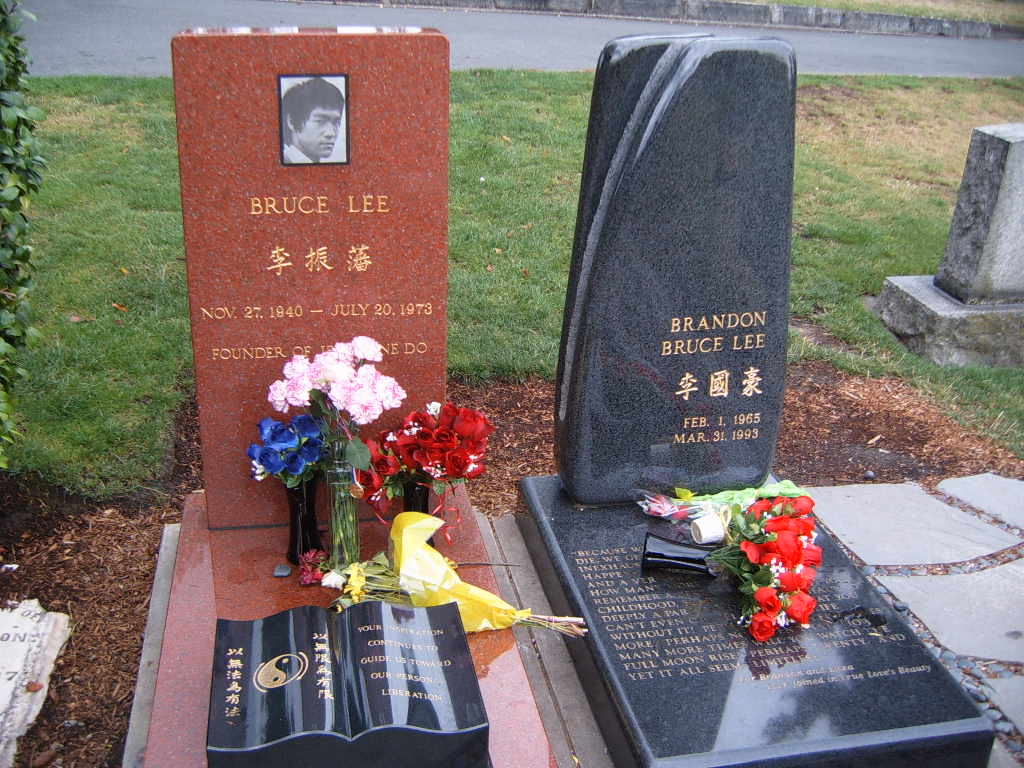
Graven för Bruce Lee och hans son Brandon.

Den 20 juli 1973 avled Lee av hjärnödem.

## Filmografi

### Film
| År   | Titel             | Roll                       | Anmärkning                               |
| ---- | ----------------- | -------------------------- | ---------------------------------------- |
| 1969 | Marlowe           | Winslow Wong               |                                          |
| 1971 | Big Boss          | Cheng Chao-an              | Alternativ titel: Fists of Fury          |
| 1972 | Fist of Fury      | Chen Zhen                  | Alternativ titel: The Chinese Connection |
| 1972 | Way of the Dragon | Tang Lung                  |                                          |
| 1973 | I drakens tecken  | Lee                        |                                          |
| 1978 | Game of Death     | Billy Lo                   |                                          |
| 1981 | Game of Death II  | Billy Lo / Lee Chen Chiang | Alternativ titel: Tower of Death         |

### TV
| År        | Titel                      | Roll     | Anmärkning                           |
| --------- | -------------------------- | -------- | ------------------------------------ |
| 1966–1967 | The Green Hornet           | Kato     |                                      |
| 1967      | Läderlappen                | Kato     | 2 avsnitt                            |
| 1967      | Brottsplats: San Francisco | Leon Soo | Avsnittet: "Tagged for Murder"       |
| 1969      | Here Come the Brides       | Lin      | Avsnittet: "Marriage, Chinese Style" |
| 1971      | Longstreet                 | Li Tsung | 4 avsnitt                            |

## Kuriosa
I spelvärlden har Bruce Lee ett otal kopior i olika fighting-spel. Fei Long från Street Fighter, Marshall Law från Tekken, Jann-Lee från Dead or Alive, Liu Kang från Mortal Kombat och Dragon Fist Lee Sin från League of Legends. Han är även en spelbar karaktär i EAs UFC2, UFC3 och UFC4